# Tirnony-dolmen

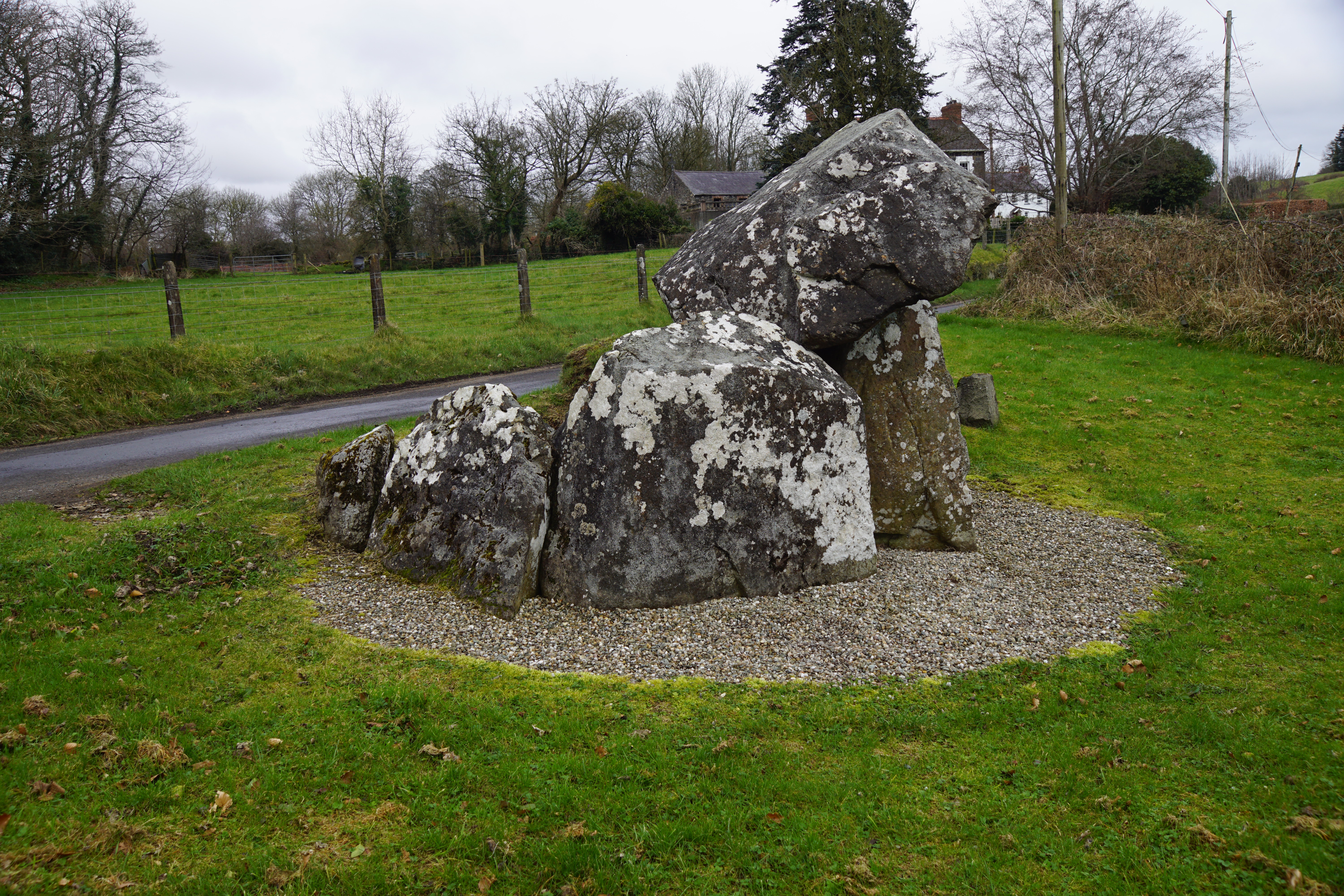
Tirnony-dolmen vanuit het noordoosten.

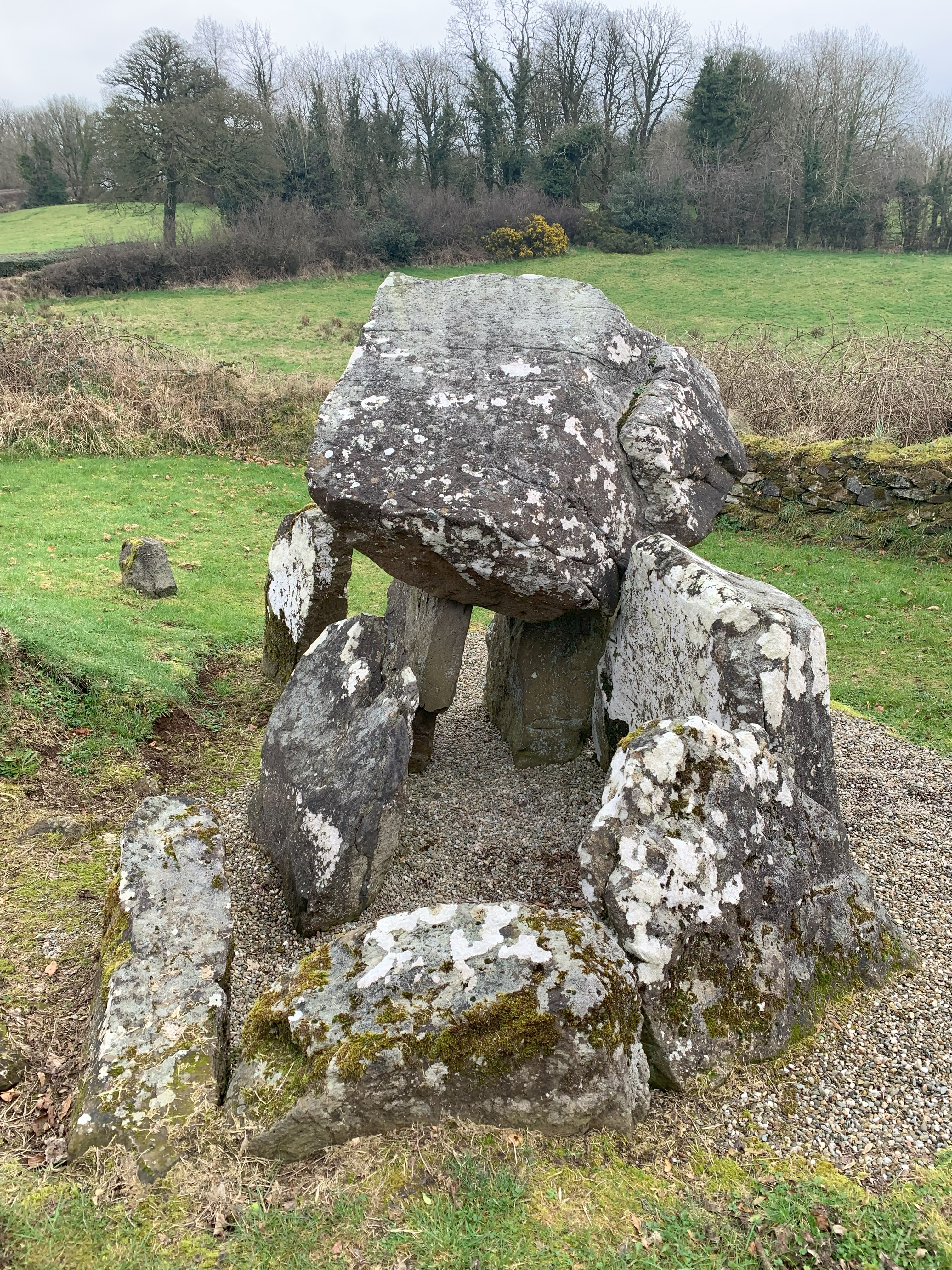
Tirnony-dolmen vanuit het oosten.

De Tirnony-dolmen is een ganggraf uit het neolithicum, gelegen in het townland Tirnony, zo'n 1,6 kilometer ten noorden van Maghera in County Londonderry, Noord-Ierland.

## Geschiedenis
De Tirnony-dolmen werd gebouwd als ganggraf in de neolitische periode.

## Beschrijving
De Tirnony-dolmen betsaat uit een enkele kamer van 1,8 meter bij 1,5 meter, waarbij de deksteen schuin naar binnen kantelt. De deksteen, die 1,8 meter bij 1,37 meter groot is en 0,5 meter dik, rust op twee staande stenen. Vijf andere stenen vormen de achterzijde en de zijmuren van de tombe. Aan de westzijde wijst de aanwezigheid van een steen op het feit dat er een voorhof aanwezig was. Oorspronkelijk lag er een heuvel van aarde en stenen overheen om een graftombe te vormen.

## Beheer
De Tirnony-dolmen is een State Care Monument.